# 蘭斯系列世界觀
《蘭斯》系列的故事都發生在一個由創造神魯德拉薩姆（ルドラサウム）出於娛樂目的所造的遊樂場，是一個東西直徑2000公里餘、漂浮於某個空間的大陸。這個空間是由四聖獸所背負的。這個世界上的生命都是創造神生命力的一部份。
- 大陸上的主要國家都使用著共通的語言。[參⁠ 2]
- 大陸通用貨幣為黃金（Gold），縮寫為「Ｇ」，由哈尼製幣場製造。1金幣的幣值相當於100日圓。只使用硬幣而不使用紙幣。[參⁠ 2][註⁠ 1]
- 這個世界並無電力，而是使用魔法作為能量來源。[參⁠ 2]
- 太陽和月亮繞著大陸公轉。[參⁠ 1]
- 大陸上沒有海洋[參⁠ 1]，不過每10年會發生一次漲潮現象，此時在大陸周圍20海里會出現海。
- 偶爾會有宇宙人乘坐UFO來到大陸。
- 目前大陸的主體（メインプレイヤー，Main Player）為人類，大陸上其他的魔物、魔人，以及魔王等種族一直困擾著人類的統治。
- 年號根據在位中的魔王的名號進行記述，週期大約為千年，目前在《戰國Rance》結束之時間點為LP0005年。
- 大陸上最大的宗教團體為AL教團，而在JAPAN則是以天志教為主。[參⁠ 2]

## 角色特性

### 等級
「等級」是這世界上的生物所具備的特性，包括了人類與魔物。但是輪迴之外者（神、惡魔）、不具魂的生物如何蒙庫魯茲或是蟲族、原本為人類者等是沒有等級的。
這世界的等級概念類似一般角色扮演游戏中的等級概念，能力與技巧的強度會隨著等級而增加。但對不同種族以及不同個體而言，提升一級的價值是不一樣的，所需的經驗也有所差異。
當儲備有足夠的經驗值之後，必須進行等級提升的儀式才能夠上升等級。經驗值的提升除了通過戰鬥以外，也能通過特殊的食物以及做愛等方式獲取。隨著等級的不斷提升，所需的經驗值會不斷增加，120級的魔人卡蜜拉等級上升所需的經驗甚至高達50000000。，而蘭斯是少數等級較為容易提升的角色。
擁有魂的生物的靈魂死後會被天使（或者惡魔）回收，高等級者的魂是如同寶石一般美麗而貴重的存在。而最後這些魂會成為創造神的力量（或被惡魔王掠奪），因此，等級提升的本質是魂的精煉工作。
- 等級提升：等級提升是一種神聖儀式，必須在等級屋[參⁠ 4]或者通過等級神來進行，大多數情況下需要使用到水晶球，在水晶球裏頭可以看到準備提升等級者到目前為止的所有行為。任何人都可以到等級屋進行升級，儀式一般是能夠與等級神溝通的人類或者卡拉所進行。某些時常提升等級的冒險者（大多為名人或是實力者）則會有專屬的等級神，可自行透過簡單的方式呼喚等級神來為自己與隊伍中的同伴們升級。等級神是被天使所發掘並請到天界工作的人類或是卡拉，屬於第七級到第十三級的神。[參⁠ 5]

- 等級下降：只要停止冒險回到日常生活且不進行訓練，等級會降到約才能界限值的一半，若持續怠惰下去則會降到等級一。[參⁠ 6][參⁠ 5]此外，一級神也能夠瞬間將人的等級給降至最低。[參⁠ 7]

### 才能界限值
「才能界限值」是由《Ⅲ》導入的設定，是角色等級提升所能達到的最大值。能力越強的人表示此人擁有較高的才能界限值。
任何人出生之後都具有才能成長的界限（魔王、蘭斯、以及《Ⅲ》與《Ⅵ》的希露是没有才能界限值的例外），因此一般而言，才能界限值是無法改變的，所以即便再努力也無法無限制的變強。但實際情況卻有例外：
少數的等級神會為了自己的利益而打破規定，私下提升角色的才能界限。
女性在與蘭斯性交之後，才能界限值會提升。例如與蘭斯最親密的希露，才能界限由30級顯著的提升到了80級。
蘭斯的子女因為繼承父親血脈的緣故，並沒有才能界限。而魔想志津香使用了分裂肉體的魔法救了妹妹娜姬‧斯‧拉卡魯，當時已懷有蘭斯孩子的志津香因此與妹妹混合了蘭斯的血脈而不再被才能界限所限制。
下面是大致的才能界限的分佈：
1. 10級前後：一般人的才能界限
2. 20級左右：一個學年中能出一個的天才
3. 30級以上：萬中挑一的強者
4. 40級以上：十萬人中方有一人

但是遊戲中出現多位才能限界超過上列數值的角色

### 技能等級
特定的人物會有其所擅長的技能，包括戰鬥、種族特性，與生活相關技能等。這些技能會因強度而分為三個等級。
- 等級1：使用某種技能對於該角色來說是很普通的事情。百分之99的角色都擁有等級１的技能。[參⁠ 5]希露（魔法與神魔法）、加奈美（忍者），與烏魯澤（劍戰鬥與弓戰鬥）的能力屬於這一個等級。[參⁠ 5]

- 等級2：精通某種職業並能夠使用必殺技的大師，或者是在某個技能上能被稱為天才者。[參⁠ 5]弗利克（聖魔法與魔鐵匠）、利克（劍戰鬥）、蘭斯（劍戰鬥）、志津香（魔法）與巴頓（格鬥）的能力屬於這一個等級。

- 等級3：傳說級的人。在該能力中被稱為神或是能名留青史者。[參⁠ 5]漢蒂（魔法）與阿尼絲（魔法）的能力屬於這一個等級。[參⁠ 5]

### 才能等級
「才能等級」是自《Ⅵ》登場的概念，使用拉丁字母進行標注。目前關於才能等級的資料較少，無具體說明。
目前已知8人数据:
- S等級：蘭斯

- A等級：志津香、瑪莉亞、烏魯澤、巴頓、甘地

- B等級：希露、加奈美

## 種族

### 人類
人類是大陸目前的第三代主體，為世界上數量最多的生命體，總數約為三億人，目前控制著大陸東面三分之二的範圍。大多數個體都比較脆弱，通常壽命為80歲左右，但是繁殖能力相當強大，通過男女之間的性行為進行繁殖。

### 勇者（The Gardian Hero of World）
《Rance》系列中的勇者，並不是一般角色扮演游戏中冒險者的代稱，而是三超神之一的普朗納(）所特意製造的存在，即所謂的勇者系統。在任何時代都只會唯一存在的爲了拯救人類危機而活躍的傳說之人。
勇者系統存在的實際目的是保持人類與擁有無敵結界的魔王軍的恐怖平衡。
勇者並不是普通的人類，擁有著各種各樣厲害的能力：
- 只要是遭受過一次的攻擊或者必殺技，下次便能看穿。[參⁠ 10]

- 擁有不死之身，無論遭遇何種危機都能全身而退。[參⁠ 10]

- 運氣總是不好，但會在關鍵的場合變得莫名其妙的幸運。[參⁠ 10]

- 等級的提升非常緩慢，但不會像一般人一樣遇到等級降低的情況，會持續不斷的變強。[參⁠ 10]

- 擁有良好的異性緣。[參⁠ 11]

- 同一時期必定會出現支援勇者的「從者」。[參⁠ 11]

- 平時看似生鏽而不堪使用的勇者之劍「艾斯克特劍」（エスクートソード）。[參⁠ 10]

- 勇者的力量跟人類的人口數成反比，隨著人類的數量的減少，力量會不斷提升。[參⁠ 10]人口減少之數量會影響勇者的力量模式：[參⁠ 11]
  - 塵埃模式：人類總數死亡達一成時，艾斯克特劍就會展現真正的威力。
  - 逡巡模式：人類總數死亡達三成時，勇者便能獲得打倒魔人的能力。
  - 剎那模式：所有擁有靈魂的生命死亡達一半時，勇者便有能夠打倒魔王的力量。
  - 阿摩羅模式：所有擁有靈魂的生命死亡達八成時，勇者便擁有打倒一級神的能力。
  - 涅槃寂靜模式：所有擁有靈魂的生命滅絕至剩下個位數時，勇者就會擁有能夠打倒三超神的力量。

- 勇者的適齡期為13至19歲，一旦到了20歲便會失去勇者的力量，恢復為普通人。之後便會有一個人被隨機選中而成為新的勇者。前任勇者亞力歐斯（アリオス・テオマン）已經於LP04年失去了勇者的資格，現階段並無資料指出當代勇者的身份。[參⁠ 10]後任勇者蓋馬克（ゲイマルク）則於RA曆初期（《Rance X -決戰-》第二部的時間點）登場，因為神異變的緣故而使其任期被無限化，由於時任魔王的蘭斯的自我克制，使魔物在自已的領域內內鬥。自覺派不上用場的蓋馬克為了能發揮出勇者之力而與支持者意圖引發人類內戰，結果被魔王蘭斯察覺，與自己的女人們、當時的人類諸王聯手將其誅殺。在魔王的存在被蘭斯終結後，勇者系統也隨之失效。

### 魔王（Vampire of Blood Pool）
魔王是由普朗納所創造，被神賜予了極大力量，為大陸上最強的生命體。魔王的壽命為一千年，在這段期間擁有不老不死且無敵的能力。
當千年任期過後，現任魔王便必須尋找下一任魔王，否則便會喪失不老不死的能力以及對魔人的絕對命令權。雖然體力與防禦力會暫時留住，但會不斷下降，最後會完全失去魔王身份所帶來的能力。若無人繼承魔王，原本的魔王會在壽命殆盡之時，被體內的魔王之力所吞沒而消滅。
要成為魔王必須要有資質，而適任者是一百年都不一定會有的稀少者。成為了魔王的人，心中便會產生邪念，會有強烈的破壞衝動。抑制魔王覺醒的唯一辦法是是食用希拉米檸檬（ヒラミレモン），每次食用過後可以抑制一段時間的覺醒。
成為魔王的方法有三種：
1. 繼任
2. 殺掉魔王並吸取其血液，使用魔王之血進行沐浴
3. 由神直接任命。

卸任之後的魔王會恢復原本的種族，並且無法再次成為魔王。
該系統後來被第八代魔王蘭斯終結。

### 魔人（Dark Lord）
魔人是由魔王利用由普朗納賦予的能力而創造出來的。被魔王直接授予血液或是喝下「魔血魂」（或稱「魔血塊」）的生物（如人類或是魔物）或非生物（寶石）便會強化成為魔人。魔人總數最大為24人，目前存活的魔人共有19名、4名為魔血魂狀態、以及2名被來水美樹回收魔血魂，恢復為了魔王的血液。原本空出的2名缺額，1位由魔人化的小川健太郎遞補已經被消滅的魔人諾斯的位置，目前尚餘1名缺額。
魔血魂是魔人的核心，力量的源頭，是由魔王血液所生成的結晶。魔人被打倒之後，會留下魔血魂。其他生命喝下魔血魂之後，若精神輸給了魔血魂，原魔人就會復活；若精神強於魔血魂，就會產生新的魔人；若被魔人喝下，若是魔血魂勝出原來的魔人就會復活，反之若是肉體的持有主勝出就會被其吸收。；魔王能夠回收吸收魔血魂，原來的魔人會就此消滅。
魔人具有必須絕對服從魔王的義務。魔人具有不老的能力與無敵結界，因此多數魔人活得都比創造他們的魔王久。除了魔王、魔人、神、惡魔，以及魔劍卡奧斯與聖刀日光，還有當人類總人數死亡超過三成的勇者之外，沒有任何攻擊能夠傷到魔人。
魔人可以將自身的血液賦予其他生物來製造使徒。

### 使徒（Eternal Doll）
使徒是由魔人使用自生的血液所製造出來的存在，為效忠魔人的奴僕。
使徒具有強大的力量與不老的能力，但沒有魔王與魔人的無敵結界，因此是可以直接被殺死的。
如同魔人與魔王的關係一樣，使徒無法違抗作為其主人的魔人的命令。但由於並非絕對支配能力，如果使徒的數量過多，其控制能力就會減弱。但在主人力量夠強大的情況下，即使使徒數量較多也依舊能夠掌控。魔人當中只有像凱瑟琳克與沙忽略的強大魔人，擁有較多位使徒還能保持忠誠的例子。
如果主人被打倒或死亡，使徒依舊會繼續生存，也不會失去力量。而主人成為魔血魂的使徒會盡一己之力讓主人復活。
原主人的魔血魂被其他人吸收成為新的魔人之後，由於魔血魂的魔法契約的關係，必須服從這個新的主人。不過由於大部份場合都會對新的主人造成妨礙，因此多半都會被殺。
即使主人變成了魔王，使徒也不會有任何的強化，並且會成為無主的使徒。: 憑藉主人自身的意志可以使得使徒恢復原本的種族。

### 魔物（Monster）
魔物是爲了跟大陸的主體為敵而被創造出來的生物，居住於位於大陸西側的「魔物的世界」。
第一代的魔物大部份已經死亡，變成了稱為貝殼的化石。第二代的魔物，主要為哈尼之類的單獨種，目前依然有不少存活。
第三代的魔物主要為男生怪物（男の子モンスター）跟女生怪物（女の子モンスター）兩大類，並繼續細分為許多小類，除此以外也有別的物種存在。相對而言，男生怪物是更為注重戰鬥能力而形成的種族，外表看起來也比較接近其他奇幻作品中的怪物；女生怪物則與人類的女性有著較為相似的外表，服裝是身體的一部份。大部份的女生怪物的壽命僅有七至十年。
魔物對人類而言是敵對者，不過很多的物種也被當成是野生動物對待，作為一般的食材以及素材來源進行利用。由於一些人群有著收藏女生怪物的愛好，也存在著專門捕捉女生怪物維生的獵人，以及專門進行女生怪物的調教跟販售的店面。
魔物的社會為典型的金字塔等級形式。在魔物上面是使徒，接著是魔人，頂點則是擁有絕對命令權的魔王。
繁殖方面，異種交合並不會對男女生怪物的繁殖造成影響，但是人類無法使得女生怪物受孕，且人類精液對其有毒性。通過交尾行為懷孕之後，女生怪物幾周之後會產下二至八個蛋，經過一段時間之後會孵出如拳頭般大小的幼體，經過一天左右就會成長為成體。出生的孩子一般跟兩親是同樣種類的怪物，少數情況特定組合下會發生特定的變化，才能界限則會高於雙親。大部份情況下，養育工作由母親進行擔任，也有一些會完全放棄育兒的種類存在。

### 龍族（）
龍族是三超神之一的洛本（ローベン・パーン）所創造的第二代主體。因為建立了恆久的和平，使得創造神感到厭倦而毀滅了龍族。
龍族是一種理性、頭腦發達、身體強壯、長壽的完美生物，即使曾遭到毀滅，仍有存活下來的個體。
龍族只有一名女性卡蜜拉（カミーラ），其他個體均為雄性。由於卡蜜拉已經成為了魔人，因此已經失去了繁殖手段。
龍族的王位規定由最強者所得，通過决鬥進行角逐，勝者除了獲得代表王權的王冠之外，還可以得到唯一的女性龍族卡蜜拉。然而由於卡蜜拉已經成為魔人，該習俗基本上已經不復存在。
擁有非常高的戰鬥力，在當時是不死的存在，曾經打倒了兩任的魔王。而當時的第二代魔物對於龍族則是毫無威脅。

### 卡拉（，Kalar）
卡拉是由超神哈莫尼特（ハーモニット）所創造的女性種族。外表美麗，擁有水藍色的頭髮，耳朵尖長、額頭有著特殊的水晶。居住於大陸中央的水晶之森（クリスタルの森），被稱作森林的女兒（森の娘）。
額頭上的水晶在身為處女的時候為紅色，而失去處女之後會變為藍色。當水晶轉為藍色之後，便會有強大的魔力寄宿於其中，是價值非常高的魔法物品，因而常有其他種族爲了水晶而對卡拉進行狩獵。傳言卡拉的性交次數越多，額頭寶石存儲的魔力也越多，於是被捕獲的卡拉往往會遭到殘酷的虐待。對此，卡拉結成了防衛組織，也有一部份卡拉成為了原為卡拉的魔人凱瑟琳克的下級使徒以尋求庇護。
由於不會變老，因此沒有壽命的概念，但並非擁有不死之軀，除了自然死以外的原因都有可能導致死亡，如遭到殺害(包括額頭的寶石被取下)，或是病死等。
卡拉在平時為貌美的女性，但若在戰鬥時發揮實力則會使外觀變得醜陋，額前的寶石會縱向打開如同第三隻眼睛一般，皮膚則會浮出鱗片。
由於整個族群都為女性，因此繁衍後代必須依賴于男性的人類。但是因為討厭人類的關係，所以卡拉會極力避免與人類性交。她們通常會捕捉男性人類，並使用雙手榨取出精液以用於繁殖。從受精到分娩只有三個月，所生下的的孩子一定是卡拉。之後的三個月內，幼兒會迅速成長，最後大致接近於二十歲左右的人類的外觀，之後的成長便會變得非常緩慢。
相較於人類壽命耗盡便會死亡，無壽命概念的卡拉若達到特定條件之後，便會覺醒成為天使或惡魔。
製作者在訪談中曾提及《Rance》系列中的卡拉在設定參考了常見於奇幻作品中的精靈（Elf）。

### 神
神是對於創造神魯德拉薩姆（ルドラサウム）以及其侍者的總稱，為這個世界的管理者。
三超神是創造神所創造的分身，為其意志實質之實行者，管理著整個生命系統的循環。
超神哈莫尼特負責進行神的創造，直接創造了包括了「永遠的八神」在內的高階神。而能夠覺醒為神的卡拉也是哈莫尼特所創造的。另外，也有人類或是宇宙人被第三至第六級神任命為神的例子。
神的職責主要包括：
- 將世界變得更有趣（對創造神而言）、世界所有規則的管理。

- 跟敵對的惡魔戰鬥。

- 生命力（靈魂）循環的管理。

- 大陸上生者的等級的管理。

神的社會是建立在階級制之上，根據職務以及階級不同而有所差異。位於最頂端的是創造神魯德拉薩姆，緊隨其後的是創造神的三個分身三超神，再次為永遠的八神，再往下的神則分為了十三級。第一級與第二級神直接服侍永遠的八神；第三級至第六級神除了在有需要的時候必須代理第一級與第二級神的職務之外，還要進行天使及第七級以下神的階級認定，以及在與惡魔戰鬥的時候擔任隊長；第七級以下的神是人類接觸最多的天使，包括了等級天使(レベル天使）（人類以等級神（レベル神）稱呼之）以及天使騎士（エンジェルナイト）等，直接負責地上界的事物，以提升自身階級為主要目標。最下級的第十三級神又被稱為天使格，是卡拉跟人類成神之後所達到的最初階級。
儘管神與惡魔的起源相似，有著類似兄弟的關係，但由於兩方都需進行靈魂的搶奪，因此關係非常之差。
神並不一定總是幫助人類，所謂的善惡大多是人類的主觀看法，不過在人類的傳說之中以「善」出現的情況較多。
一級神以上的上位神的戰力，就超越了大陸上最強的魔王，甚至能做到瞬間降低他人等級、迴流時光、分解原子等超越常理的事情。人類是絕對無法與神為敵的。

### 惡魔
惡魔是對於惡魔王拉薩姆（ラサウム，Rathowm）以及其侍者的總稱。
一部份惡魔是拉薩姆直接創造的，一部份則是這些惡魔不斷繁殖所生的後代，也有部份惡魔是由卡拉覺醒而成的。
由於惡魔王拉薩姆是創造神在創造了三超神之後從其剩餘的部份所誕生的，因此可以說與三超神具有類似兄弟的關係。然而，他跟創造神有著不同的自我，不願協助三超神，爲了自己的野心而創造了「惡魔界」。三超神因為覺得很有趣，所以選擇置之不理。
惡魔的主要職責是收集靈魂，以及誘惑所接觸的生命體墮落，污染其靈魂。搶奪靈魂的方法有兩種：一是搶在天使之前趕到死者面前奪走魂；二是通過與生者締結契約，死後則靈魂歸惡魔所有。這是從創造神所制定的輪回轉生的規則中進行掠取，并獻給惡魔王的行為，理論上能夠使得惡魔王獲得將創造神取而代之的力量，但是在實際上由於惡魔所獲取的部份很少，兩者比例相去甚遠。
惡魔的社會跟神一樣是建立在階級制度之上，隨著階級提升也伴隨著各類特權的獲取。最頂端是零階級魔神的惡魔王，然後是無階級魔神的惡魔妃，接著是三名特階級魔神的三魔子，其他惡魔則分為十二個階級。第一階級至第三階級魔神是三魔子的直屬部下，為擁有較高實力的惡魔界君主，負責分區管理第四階級以下的惡魔，以及將收集來的靈魂獻給惡魔王；第四階級至第八階級魔神是普通的惡魔，負責靈魂收集的實際工作且以納稅的方式將之交付給上司，並根據收集量以獲取提升。剛由卡拉覺醒的惡魔則直接成為第八階級；第九至第十一階級是惡魔界中的一般居民，尚且無法進行靈魂收集工作也沒有特殊能力；第十二階級則是最下級的惡魔，為剛出生的惡魔。
性別上跟人類一樣分為男女，通過交尾進行繁殖。女惡魔在外觀上與人類女性非常接近，而頭上的角以及背後的翼是區別特徵。男惡魔的外觀則是非常多樣，大部份都跟魔物比較接近。儘管能夠與人類進行性行為，但是女惡魔一旦生出了人類的孩子便會遭受到嚴厲的刑罰。
除了被徹底擊倒的情況，基本上惡魔是不老不死的生命，通常具有很高的戰力。
一旦被知道了「真名」，就必須發誓絕對服從，一旦無視這個惡魔的契約，就會灰飛煙滅。
戰力上，惡魔王的力量低於任一超神，但至少有永遠的八神以上的戰力；三魔子的實力則在一級神與二級神之間。其他惡魔的戰力接近於低了一兩個階級的神。
人類想要見到惡魔的唯一的辦法是使用「惡魔護符」（悪魔の御札）對其進行召喚。當與惡魔簽訂了契約之後，可以向惡魔許三個願望。當惡魔實現了三個願望之後，契約便宣告成立而產生強力的債務關係，使得契約者的靈魂染上不淨。雖然理論上對所許的願望並沒有限制，但是無法實現的願望依然會佔據掉契約中的一個額。

## 國家與地區

### 利薩斯王國（リーザス王国，Leazas）
位於大陸的東北部，人口約五千萬人。利薩斯王國是經由葛勞斯‧利薩斯反叛並脫離赫爾曼帝國後建國的。王國的土地肥沃，糧食資源豐富，由於與自由都市地帶的貿易交往非常密切，商業跟工業也非常興盛。與赫爾曼跟賽斯不同，利薩斯王國與魔物的世界並沒有交界的地方，因此是個非常和平且富裕的國家。

### 赫爾曼帝國（ヘルマン帝国，Helman）
位於大陸北邊，人口約六千三百萬人。赫爾曼帝國是歷史最久，軍事力量最強的大國。但因為天寒地凍且土壤貧瘠，人民大多過著飢餓的貧困日子。即使境內富含礦產並有開採貴金屬與寶石，但因為產量不高，所以不足增進人民的生活品質，因此常窺伺著入侵利薩斯的機會。

### 賽斯王國（ゼス王国，Zeth）
位於大陸南部，人口約三千兩百萬人。賽斯王國是三大國中最晚成立的國家，以魔法實力聞名。因為大量出口魔法商品而繁榮，始會使用魔法的人民具有世界最高的生活水準，反觀佔據人口總數十分之八，不會使用魔法二級市民因嚴重的階級歧視而被視為奴隸對待，過著極為悲慘的日子。賽斯崩壞事件之後，由於新任的兩名四天王均為二級市民，使得該情況有所好轉。
與西側魔人領接壤的地方有重要的巨大要塞「馬奇諾防線」，是在一座人工山內建置基地，並設置了自動迎戰系統。該要塞佔用了四成國家預算進行維持，使用「瑪那電池」（マナバッテリー）進行能源供給。瑪那電池所放置的四座塔由賽斯四天王進行管理。由於國王基本不管國事，大部份國家權力實質上把持在四天王手中。

### 自由都市地帶
從赫爾曼、賽斯、利薩斯等大國所分離出來的獨立小國的集合區，大約佔據了人類圈1/4的範圍。這些都市國家都有著自己獨特的文化，生活方式非常多樣。與三大國所實行的君主專制體系不同，許多國家都是民主主義國家，國家的代表往往是選舉所產生的都市長。
蘭斯的家便是位於自由都市的艾斯。

### JAPAN
位於大陸東南部的小島國，與大陸內部唯一的聯繫是天滿橋。島上的主要民族為「日本人」，在非洲半島的膚色較黑的人則被稱為「南國人」。JAPAN在經歷了長期的戰國時代之後於LP5年統一。目前國家的統治者為織田香。
JAPAN的人物、地名，以及國家大多參照了戰國時代。

### 魔人領
位於大陸的西部，由魔族所統治的廣大區域。也稱為「魔物的世界」、「魔人界」、「魔界」。

## 宗教機構和團體

### AL教團
大陸最大的宗教團體，以聖地卡伊茲為首府在川中島建立起宗教國家。對於非Alice女神認可的異教徒的神明，在抓捕後禁錮其精神，作為守護獸安排在川中島附近。為了維持世界平衡，回收判定為有危險的神器和生物（包括人類科學家）。

### 天志教
JAPAN地區最大的宗教團體。歷代大僧正有著監視和封印魔人沙忽略的職責。

### 巫女機關
在JAPAN監視和抑制地下大蛇活動的機構。巫女們以“擁抱”等免費的特殊服務吸取中簽男性的負面情感，待收集到一定程度便獻身給大蛇的方法來抑制大蛇每次脫皮造成的地面震動。

### 伊賀忍者
以JAPAN伊賀為據點活動的忍者團體。目前首領為忍王犬飼。